# Milbertshofen-Am Hart
Milbertshofen-Am Hart est un des vingt-cinq secteurs de la ville allemande de Munich.
On y trouve la zone naturelle protégée Panzerwiese.